# Hamburger Sport-Verein 1988-1989
Questa voce raccoglie le informazioni riguardanti l'Hamburger Sport-Verein nelle competizioni ufficiali della stagione 1988-1989.

## Stagione
Nella stagione 1988-1989 l'Amburgo, allenato da Willi Reimann, concluse il campionato di Bundesliga al 4º posto. In Coppa di Germania l'Amburgo fu eliminato ai quarti di finale dal Werder Brema.

## Rosa
| N. |                     | Ruolo | Calciatore           |
| -- | ------------------- | ----- | -------------------- |
| 1  | Germania (bandiera) | P     | Richard Golz         |
| 4  | Germania (bandiera) | D     | Carsten Kober        |
| 21 | Germania (bandiera) | C     | Harald Spörl         |
|    | Germania (bandiera) | P     | Jörg Hoßbach         |
|    | Germania (bandiera) | P     | Jupp Koitka          |
|    | Germania (bandiera) | D     | Dietmar Beiersdorfer |
|    | Germania (bandiera) | D     | Ditmar Jakobs        |
|    | Germania (bandiera) | D     | Manfred Kaltz        |
|    | Germania (bandiera) | D     | Hans-Werner Moser    |
|    | Germania (bandiera) | C     | Uwe Bein             |
|    | Germania (bandiera) | C     | Tobias Homp          |

| N. |                      | Ruolo | Calciatore        |
| -- | -------------------- | ----- | ----------------- |
|    | Danimarca (bandiera) | C     | Faxe Jensen       |
|    | Germania (bandiera)  | C     | Sascha Jusufi     |
|    | Germania (bandiera)  | C     | Thorsten Kohn     |
|    | Germania (bandiera)  | C     | Benno Möhlmann    |
|    | Germania (bandiera)  | C     | Thomas von Heesen |
|    | Germania (bandiera)  | A     | Oliver Bierhoff   |
|    | Polonia (bandiera)   | A     | Jan Furtok        |
|    | Germania (bandiera)  | A     | Fred Klaus        |
|    | Germania (bandiera)  | A     | Marcus Marin      |
|    | Germania (bandiera)  | A     | Andreas Merkle    |

## Organigramma societario
Area tecnica
- Allenatore: Willi Reimann
- Allenatore in seconda: Gerd-Volker Schock
- Preparatore dei portieri:
- Preparatori atletici:

## Calciomercato

### Sessione estiva
| Acquisti | Acquisti          | Acquisti       | Acquisti |
| R.       | Nome              | da             | Modalità |
| -------- | ----------------- | -------------- | -------- |
| A        | Jan Furtok        | GKS Katowice   |          |
| A        | Oliver Bierhoff   | Uerdingen 05   |          |
| C        | Faxe Jensen       | Brøndby        |          |
| A        | Fred Klaus        | St. Pauli      |          |
| A        | Marcus Marin      | Amburgo II     |          |
| A        | Andreas Merkle    | Stoccarda      |          |
| D        | Hans-Werner Moser | Kaiserslautern |          |

| Cessioni | Cessioni         | Cessioni              | Cessioni |
| R.       | Nome             | a                     | Modalità |
| -------- | ---------------- | --------------------- | -------- |
| C        | Heinz Gründel    | Eintracht Francoforte |          |
| D        | Thomas Hinz      | TuS Hoisdorf          |          |
| A        | Manfred Kastl    | Bayer Leverkusen      |          |
| C        | Thomas Kroth     | Borussia Dortmund     |          |
| C        | Mirosław Okoński | AEK Atene             |          |
| D        | Gerard Plessers  | Genk                  |          |
| P        | Mladen Pralija   | Hajduk Spalato        |          |
| D        | Klaus Theiss     | Vikt. Aschaffenburg   |          |

### Sessione invernale
| Acquisti | Acquisti | Acquisti | Acquisti |
| R.       | Nome     | da       | Modalità |
| -------- | -------- | -------- | -------- |

| Cessioni | Cessioni       | Cessioni       | Cessioni |
| R.       | Nome           | a              | Modalità |
| -------- | -------------- | -------------- | -------- |
| A        | Bruno Labbadia | Kaiserslautern |          |

## Risultati

### Bundesliga

#### Girone di andata
| Arbitro: | Strigel |

|                            |           |           |
| Riedle 73’ Burgsmüller 86’ | Marcatori | 14’ Spörl |

| Amburgo 29 luglio 1988, ore 20:00 CEST 2ª giornata | Amburgo | 0 – 0 referto | Borussia Dortmund | Volksparkstadion (18 000 spett.)\| Arbitro: \| Werner \| |
| Arbitro:                                           | Werner  |               |                   |                                                          |

| Arbitro: | Neuner |

|                      |           |                              |
| Grillemeier 78’, 81’ | Marcatori | 37’, 67’ Bein 70’ von Heesen |

| Arbitro: | Assenmacher |

|  |           |             |
|  | Marcatori | 76’ Wegmann |

| Arbitro: | Theobald |

|                       |           |  |
| Vollmer 61’ Igler 82’ | Marcatori |  |

| Arbitro: | Tritschler |

|           |           |            |
| Kaltz 68’ | Marcatori | 85’ Kocian |

| Arbitro: | Föckler |

|            |           |                   |
| Allofs 42’ | Marcatori | 63’, 80’ Bierhoff |

| Arbitro: | Scheuerer |

|                              |           |  |
| Bein 19’ von Heesen 51’, 68’ | Marcatori |  |

| Arbitro: | Kriegelstein |

|             |           |                                                |
| Schwabl 59’ | Marcatori | 27’ Bierhoff 34’ von Heesen 65’ Bein 86’ Spörl |

| Arbitro: | Fux |

|                                 |           |          |
| Bein 25’ Bierhoff 34’ Spörl 84’ | Marcatori | 57’ Kree |

| Arbitro: | Dellwing |

|  |           |          |
|  | Marcatori | 49’ Bein |

| Arbitro: | Richmann |

|            |           |           |
| Furtok 48’ | Marcatori | 31’ Spies |

| Arbitro: | Werner |

|                                                          |           |                     |
| Allgöwer 44’ (rig.) Schröder 45’ Walter 59’ Strehmel 82’ | Marcatori | 84’ Klaus 88’ Spörl |

| Arbitro: | Weber |

|                                                    |           |           |
| Jusufi 10’ Bein 40’ Kaltz 63’ Klaus 75’ Jakobs 80’ | Marcatori | 71’ Meyer |

| Kaiserslautern 19 novembre 1988, ore 15:00 CET 15ª giornata | Kaiserslautern | 0 – 0 referto | Amburgo | Fritz-Walter-Stadion (23 000 spett.)\| Arbitro: \| Muhmenthaler \| |
| Arbitro:                                                    | Muhmenthaler   |               |         |                                                                    |

| Arbitro: | Amerell |

|             |           |                   |
| Leśniak 60’ | Marcatori | 6’ Bein 56’ Spörl |

| Arbitro: | Dellwing |

|          |           |                          |
| Bein 33’ | Marcatori | 16’ Effenberg 48’ Krauss |

#### Girone di ritorno
| Arbitro: | Dellwing |

|                         |           |  |
| Bein 46’ von Heesen 62’ | Marcatori |  |

| Arbitro: | Boos |

|                      |           |                    |
| Dickel 7’ Helmer 54’ | Marcatori | 12’ Kober 75’ Bein |

| Arbitro: | Osmers |

|                                           |           |             |
| Merkle 2’ Jakobs 71’ Furtok 82’ Spörl 90’ | Marcatori | 10’ Kuhlmey |

| Arbitro: | Theobald |

|             |           |  |
| Wegmann 58’ | Marcatori |  |

| Arbitro: | Löwer |

|                               |           |  |
| Bein 18’ Furtok 26’ Moser 52’ | Marcatori |  |

| Arbitro: | Assenmacher |

|           |           |                          |
| Wenzel 2’ | Marcatori | 7’ von Heesen 34’ Furtok |

| Arbitro: | Brehm |

|  |           |                       |
|  | Marcatori | 67’ (rig.) Littbarski |

| Arbitro: | Merk |

|  |           |                         |
|  | Marcatori | 10’ Bein 82’ von Heesen |

| Arbitro: | Kautschor |

|                         |           |                        |
| Furtok 4’, 44’ Bein 65’ | Marcatori | 12’ Wirsching 19’ Sané |

| Arbitro: | Schmidhuber |

|                             |           |           |
| Kree 34’ (rig.) Leifeld 89’ | Marcatori | 11’ Moser |

| Arbitro: | Krug |

|                             |           |              |
| von Heesen 38’ Bierhoff 47’ | Marcatori | 27’ Turowski |

| Arbitro: | Kriegelstein |

|                            |           |                            |
| Trapp 42’ (rig.) Spies 52’ | Marcatori | 37’ Spörl 71’ (rig.) Kaltz |

| Arbitro: | Föckler |

|                           |           |               |
| Furtok 57’ von Heesen 70’ | Marcatori | 14’ Klinsmann |

| Ludwigshafen am Rhein 25 maggio 1989, ore 20:00 CEST 31ª giornata | Waldhof Mannheim | 0 – 0 referto | Amburgo | Südweststadion (12 591 spett.)\| Arbitro: \| Assenmacher \| |
| Arbitro:                                                          | Assenmacher      |               |         |                                                             |

| Arbitro: | Kentsch |

|           |           |             |
| Spörl 56’ | Marcatori | 75’ Allievi |

| Arbitro: | Strigel |

|            |           |           |
| Furtok 53’ | Marcatori | 31’ Kastl |

| Arbitro: | Tritschler |

|  |           |                                            |
|  | Marcatori | 71’ Bein 82’ Bierhoff 84’ Furtok 89’ Spörl |

### Coppa di Germania
| Arbitro: | Kautschor |

|                                          |           |                                                             |
| Kober 35’ (rig.) Semlits 74’ Tönnies 83’ | Marcatori | 20’ Bierhoff 58’ Jensen 63’ Homp 91’ Möhlmann 116’ Labbadia |

| Arbitro: | Pauly |

|  |           |               |
|  | Marcatori | 6’ von Heesen |

| Arbitro: | Heitmann |

|                              |           |               |
| Klaus 30’ Spörl 52’ Bein 69’ | Marcatori | 40’ Abramczik |

| Arbitro: | Werner |

|  |           |            |
|  | Marcatori | 37’ Riedle |

## Statistiche

### Statistiche di squadra
| Competizione      | Punti | In casa | In casa | In casa | In casa | In casa | In casa | In trasferta | In trasferta | In trasferta | In trasferta | In trasferta | In trasferta | Totale | Totale | Totale | Totale | Totale | Totale | DR  |
| Competizione      | Punti | G       | V       | N       | P       | Gf      | Gs      | G            | V            | N            | P            | Gf           | Gs           | G      | V      | N      | P      | Gf     | Gs     | DR  |
| ----------------- | ----- | ------- | ------- | ------- | ------- | ------- | ------- | ------------ | ------------ | ------------ | ------------ | ------------ | ------------ | ------ | ------ | ------ | ------ | ------ | ------ | --- |
| Bundesliga        | 43    | 17      | 9       | 5       | 3       | 32      | 15      | 17           | 8            | 4            | 5            | 28           | 21           | 34     | 17     | 9      | 8      | 60     | 36     | +24 |
| Coppa di Germania | -     | 2       | 1       | 0       | 1       | 3       | 2       | 2            | 2            | 0            | 0            | 6            | 3            | 4      | 3      | 0      | 1      | 9      | 5      | +4  |
| Totale            | 43    | 19      | 10      | 5       | 4       | 35      | 17      | 19           | 10           | 4            | 5            | 34           | 24           | 38     | 20     | 9      | 9      | 69     | 41     | +28 |

### Andamento in campionato
| Giornata  | 1  | 2  | 3  | 4  | 5  | 6  | 7  | 8 | 9 | 10 | 11 | 12 | 13 | 14 | 15 | 16 | 17 | 18 | 19 | 20 | 21 | 22 | 23 | 24 | 25 | 26 | 27 | 28 | 29 | 30 | 31 | 32 | 33 | 34 |
| --------- | -- | -- | -- | -- | -- | -- | -- | - | - | -- | -- | -- | -- | -- | -- | -- | -- | -- | -- | -- | -- | -- | -- | -- | -- | -- | -- | -- | -- | -- | -- | -- | -- | -- |
| Luogo     | T  | C  | T  | C  | T  | C  | T  | C | T | C  | T  | C  | T  | C  | T  | T  | C  | C  | T  | C  | T  | C  | T  | C  | T  | C  | T  | C  | T  | C  | T  | C  | C  | T  |
| Risultato | P  | N  | V  | P  | P  | N  | V  | V | V | V  | V  | N  | P  | V  | N  | V  | P  | V  | N  | V  | P  | V  | V  | P  | V  | V  | P  | V  | N  | V  | N  | N  | N  | V  |
| Posizione | 13 | 13 | 10 | 12 | 14 | 14 | 14 | 9 | 7 | 5  | 3  | 4  | 6  | 4  | 5  | 4  | 6  | 4  | 5  | 3  | 4  | 4  | 3  | 5  | 4  | 4  | 4  | 4  | 3  | 3  | 4  | 4  | 4  | 4  |

Legenda:

Luogo: C = Casa; T = Trasferta. Risultato: V = Vittoria; N = Pareggio; P = Sconfitta.

### Statistiche dei giocatori
| Giocatore       | Bundesliga | Bundesliga | Bundesliga  | Bundesliga | Coppa di Germania | Coppa di Germania | Coppa di Germania | Coppa di Germania | Totale   | Totale | Totale      | Totale     |
| Giocatore       | Presenze   | Reti       | Ammonizioni | Espulsioni | Presenze          | Reti              | Ammonizioni       | Espulsioni        | Presenze | Reti   | Ammonizioni | Espulsioni |
| --------------- | ---------- | ---------- | ----------- | ---------- | ----------------- | ----------------- | ----------------- | ----------------- | -------- | ------ | ----------- | ---------- |
| D. Beiersdorfer | 21         | 0          | 6           | 0          | 2                 | 0                 | 0                 | 0                 | 23       | 0      | 6           | 0          |
| U. Bein         | 28         | 15         | 0           | 1          | 3                 | 1                 | 0                 | 0                 | 31       | 16     | 0           | 1          |
| O. Bierhoff     | 24         | 6          | 2           | 0          | 3                 | 1                 | 0                 | 0                 | 27       | 7      | 2           | 0          |
| J. Furtok       | 21         | 9          | 1           | 0          | 2                 | 0                 | 0                 | 0                 | 23       | 9      | 1           | 0          |
| R. Golz         | 22         | 0          | 0           | 0          | 3                 | 0                 | 0                 | 0                 | 25       | 0      | 0           | 0          |
| T. Homp         | 10         | 0          | 0           | 0          | 1                 | 1                 | 0                 | 0                 | 11       | 1      | 0           | 0          |
| J. Hoßbach      | 0          | 0          | 0           | 0          | 0                 | 0                 | 0                 | 0                 | 0        | 0      | 0           | 0          |
| D. Jakobs       | 29         | 2          | 4           | 0          | 2                 | 0                 | 2                 | 0                 | 31       | 2      | 6           | 0          |
| F. Jensen       | 32         | 0          | 4           | 0          | 4                 | 1                 | 0                 | 0                 | 36       | 1      | 4           | 0          |
| S. Jusufi       | 31         | 1          | 1           | 0          | 4                 | 0                 | 1                 | 0                 | 35       | 1      | 2           | 0          |
| M. Kaltz        | 34         | 3          | 2           | 0          | 4                 | 0                 | 1                 | 0                 | 38       | 3      | 3           | 0          |
| F. Klaus        | 15         | 2          | 0           | 0          | 4                 | 1                 | 0                 | 0                 | 19       | 3      | 0           | 0          |
| C. Kober        | 28         | 1          | 7           | 0          | 3                 | 0                 | 0                 | 0                 | 31       | 1      | 7           | 0          |
| T. Kohn         | 0          | 0          | 0           | 0          | 0                 | 0                 | 0                 | 0                 | 0        | 0      | 0           | 0          |
| J. Koitka       | 12         | 0          | 0           | 0          | 2                 | 0                 | 0                 | 1                 | 14       | 0      | 0           | 1          |
| B. Labbadia     | 10         | 0          | 1           | 0          | 3                 | 1                 | 1                 | 0                 | 13       | 1      | 2           | 0          |
| M. Marin        | 5          | 0          | 0           | 0          | 0                 | 0                 | 0                 | 0                 | 5        | 0      | 0           | 0          |
| A. Merkle       | 13         | 1          | 0           | 0          | 1                 | 0                 | 0                 | 0                 | 14       | 1      | 0           | 0          |
| H. Moser        | 30         | 2          | 3           | 0          | 4                 | 0                 | 1                 | 0                 | 34       | 2      | 4           | 0          |
| B. Möhlmann     | 6          | 0          | 1           | 0          | 1                 | 1                 | 0                 | 0                 | 7        | 1      | 1           | 0          |
| H. Spörl        | 30         | 9          | 2           | 0          | 3                 | 1                 | 0                 | 0                 | 33       | 10     | 2           | 0          |
| T. von Heesen   | 33         | 9          | 3           | 0          | 3                 | 1                 | 1                 | 0                 | 36       | 10     | 4           | 0          |